# خور (ساوجبلاغ)
خور از روستاهای شهرستان ساوُجبُلاغ که در ناحیه سردسیری کوهستان‌های شمال باختر شهر هشتگرد در استان البرز ایران واقع شده است. خور از ناحیه خاور به روستای سیفدارک وفشندو شهرجدیدهشتگرد و از سمت باختر به روستای عرب آبادکوه و شهرک هیو و از سمت شمال به منطقه کوهستانی طالقان و از سمت جنوب به بزرگراه تهران-قزوین و شهر هشتگرد منتهی می‌شود.
حمدالله مستوفی ادیب و تاریخ‌نویس دورهٔ ایلخانی در کتاب نزهه القلوب در گزارش احوال ولایت ساوجبلاغ از روستای خرداد که خور کنونی است به عنوان یکی از روستاهای بزرگ در کنار نجم‌آباد و سنقرآباد یاد کرده است.
درخت چنار کهنسال مسجد روستای خور با سن تقریبی ۴۵۰ سال و دو تنهٔ اصلی به قطر ۶۶۵ و ۴۹۰ سانتی‌متر و تاجی به وسعت ۲۲۰ متر مربع، از دیگر آثار ارزشمند طبیعی این شهرستان است که حریم ۲۵ متری برای آن در نظر گرفته شده است و هرگونه ساخت‌وساز در این محدوده باید با رعایت ضوابط میراث فرهنگی انجام شود.

## مذهب و اماکن مذهبی
مذهب اکثریت اهالی روستای خور، شیعه دوازده امامی است. اهالی روستا، اکثریت مردمانی پایبند به مذهب و تقدس امامان هستند. با این حال رد برخی از رسوم قدیمی و محلی در فرهنگ اهالی، جایگاه خاصی دارد.

### امامزاده سلیمان
از نوادگان امام زین العابدین می‌باشد که بقعه این امامزاده در محدودهٔ داخل روستای خور قرار گرفته است و قدمت بنای کنونی آن به دوران صفویه بازمی‌گردد.

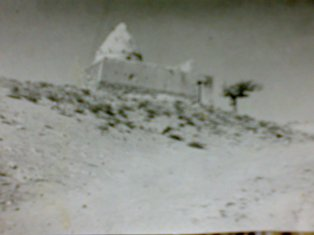

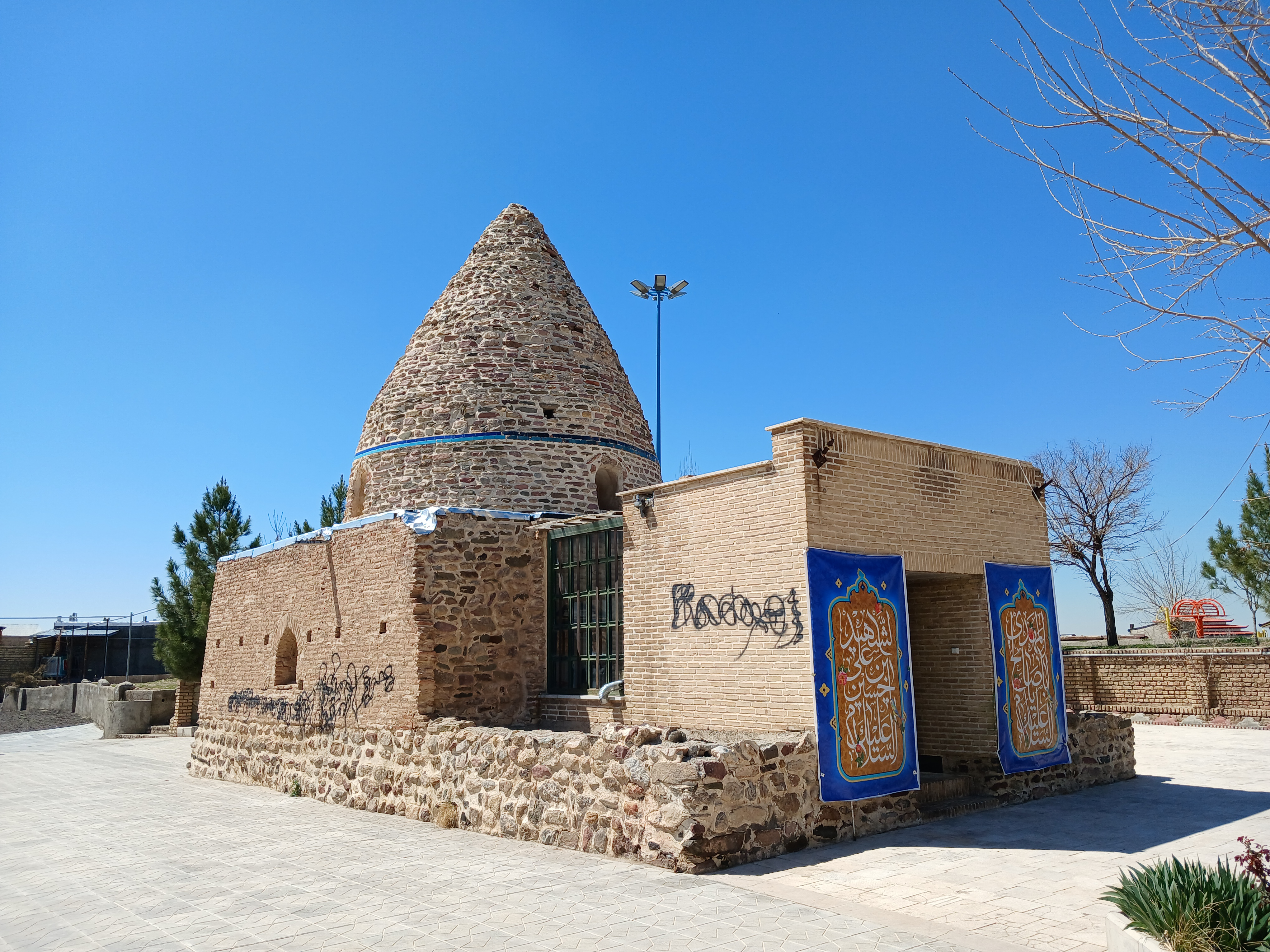
نمایی از آرامگاه امامزاده سلیمان

### امامزاده زبیده خاتون
در شمال غربی روستای خور، منطقه‌ای به نام برچشمه است که در دامنه کوه آن چشمه، کوره آهک پزی قدیمی و بقعه‌ای متعلق به دوره ایلخانی وجود دارد. این بقعه را زبیده خاتون می‌نامند. این بنای سنگ و گچی در نوع خود دیدنی است. بنا دارای یک برجک ۶ ضلعی است. داخل هر یک از اضلاع طاقچه ای محراب مانند دارد و مصالح به کار رفته در این بنا سنگ، ملات وساروج است.

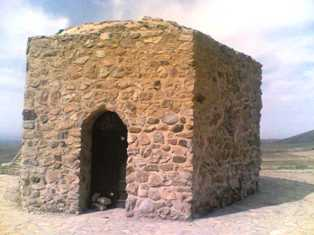

## نگارخانه

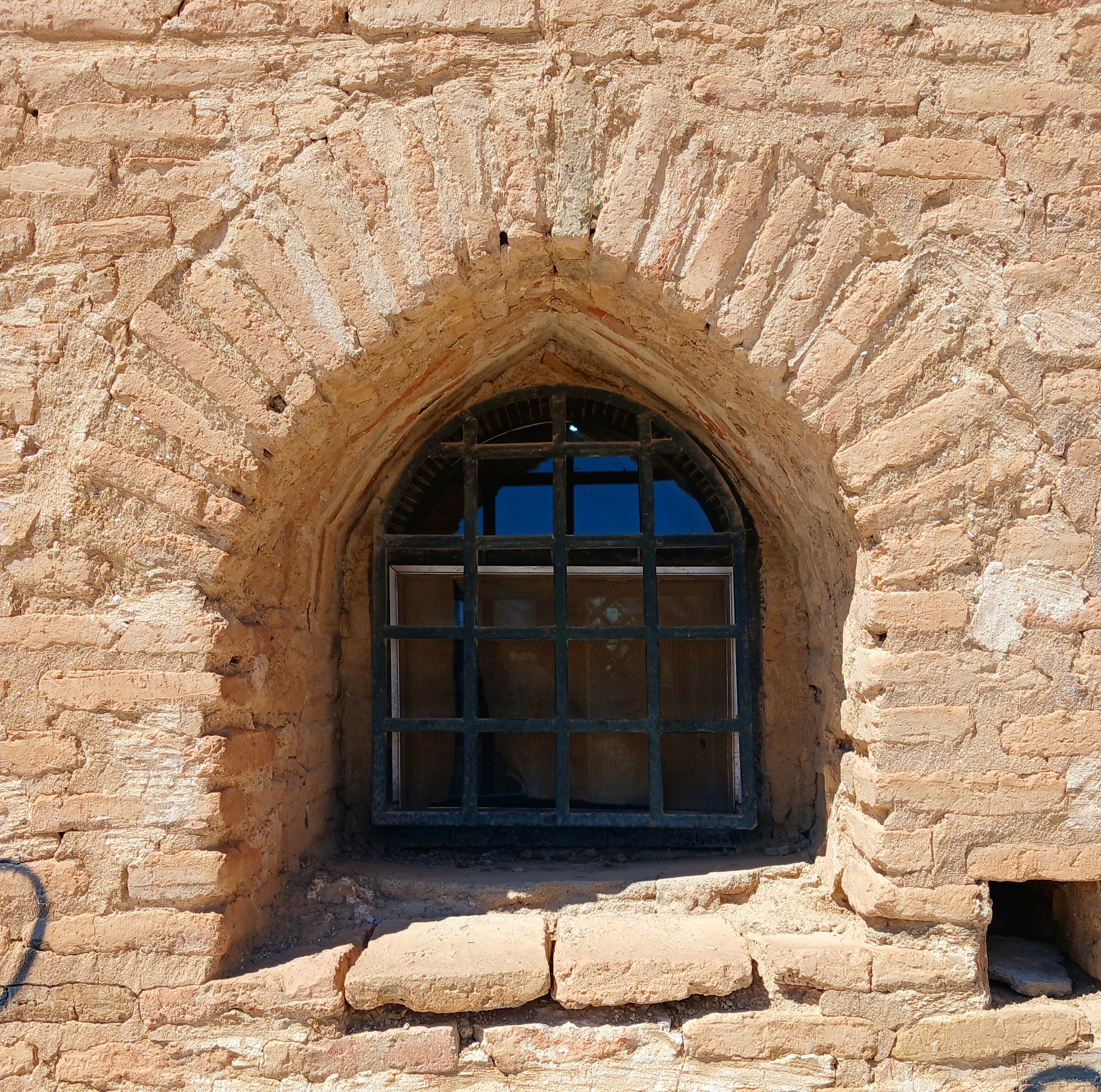
پنجرهٔ قدیمی و زیبای آرامگاه امامزاده سلیمان
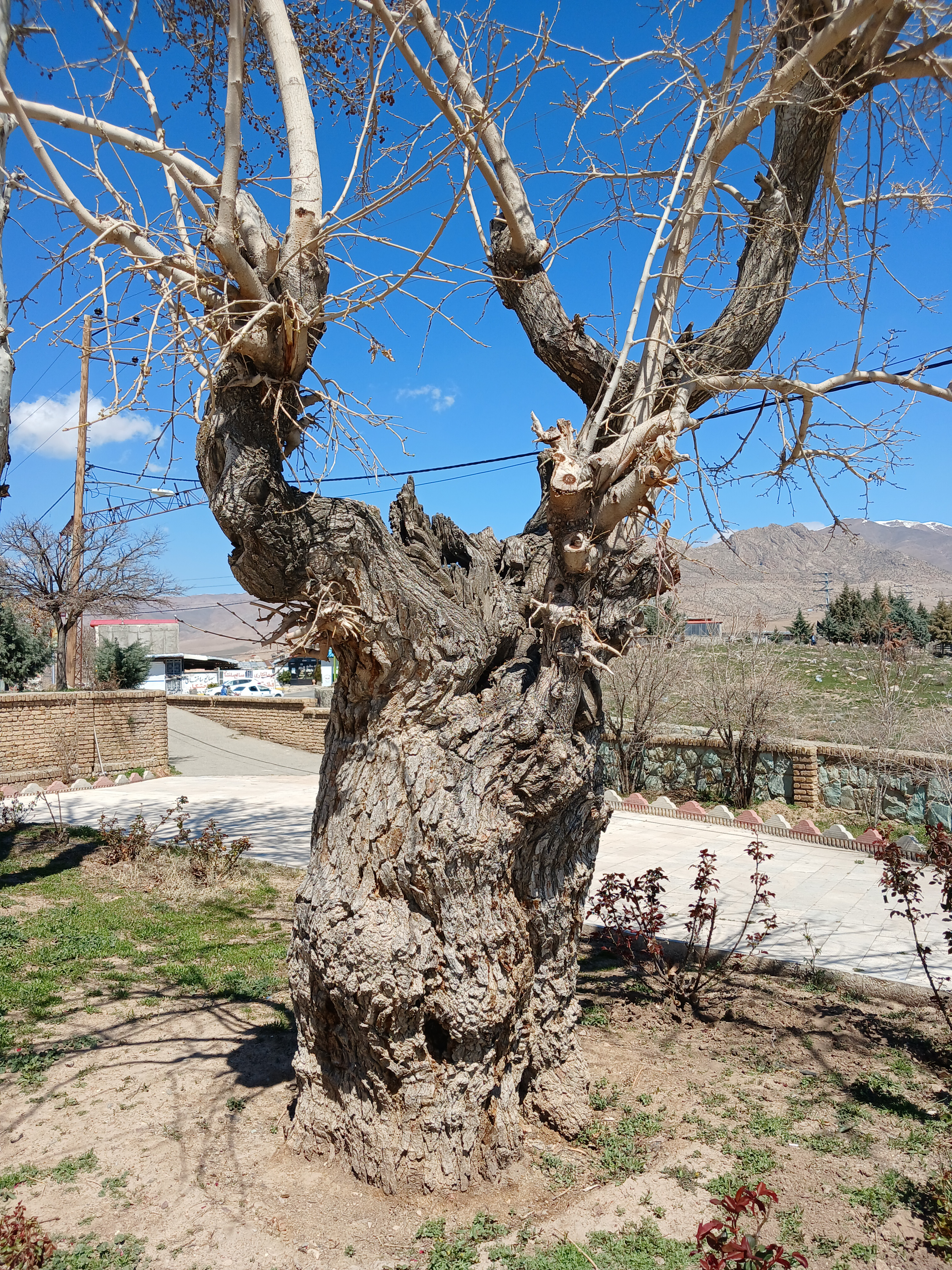
درخت کهنسال مقابل امامزاده سلیمان
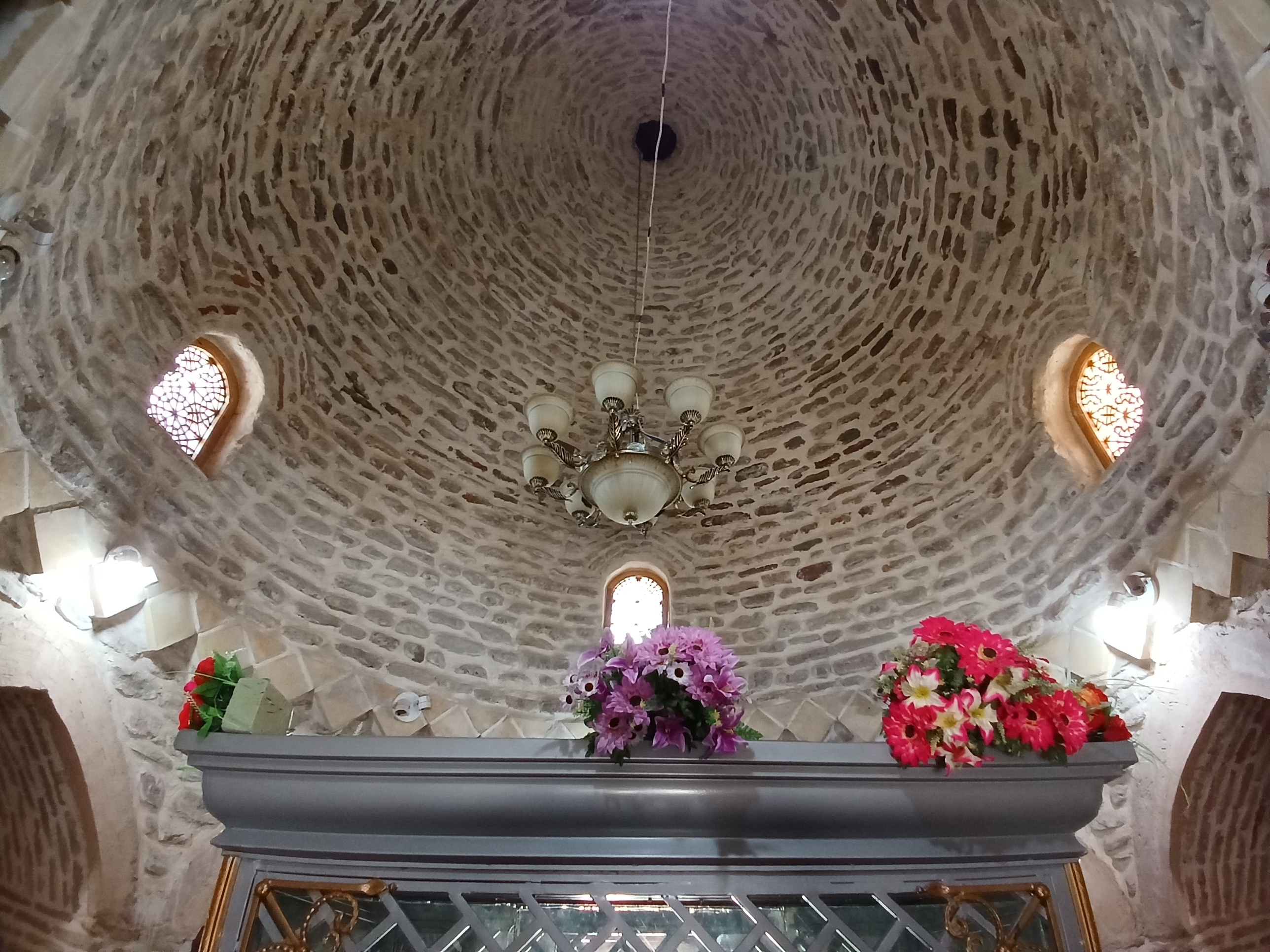
درون آرامگاه و زیر گنبد امامزاده سلیمان